# پولینا رحیموا

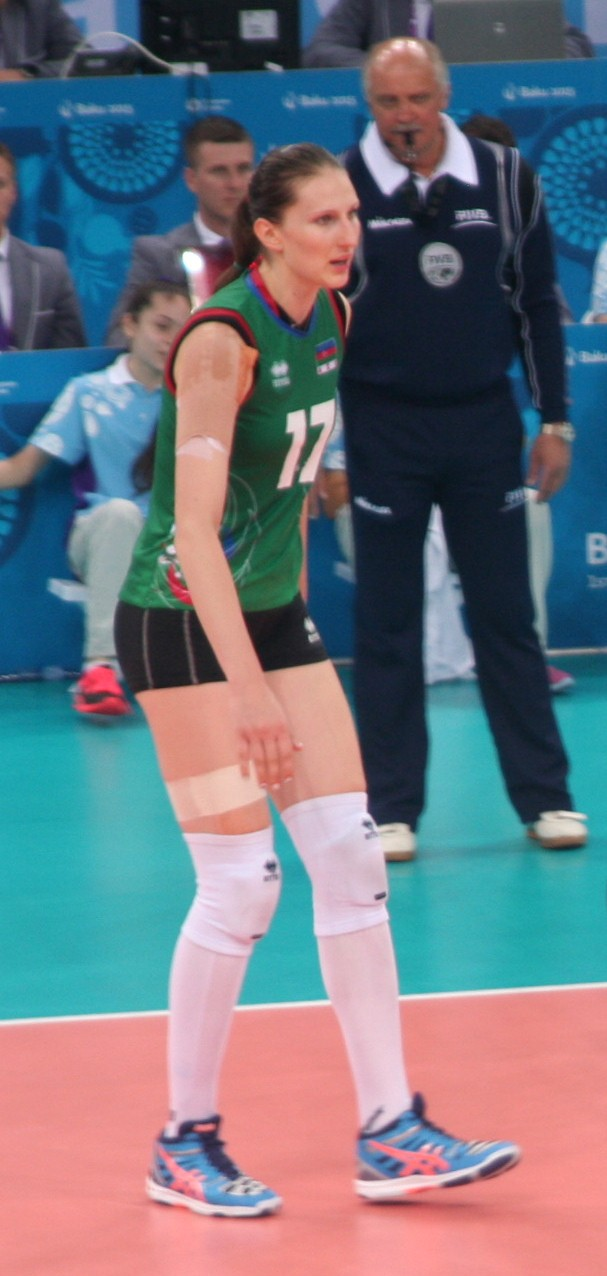
پولینا رحیموا در سال ۲۰۱۵

پولینا رحیموا (ترکی آذربایجانی: Polina Rəhimova؛ زادهٔ ۵ ژوئن ۱۹۹۰) یک بازیکن والیبال اهل جمهوری آذربایجان است.